# Bambusa albolineata
Bambusa albolineata är en gräsart som beskrevs av Liang Chi Chia. Bambusa albolineata ingår i släktet Bambusa och familjen gräs. Inga underarter finns listade i Catalogue of Life.